# Otto Anderssen

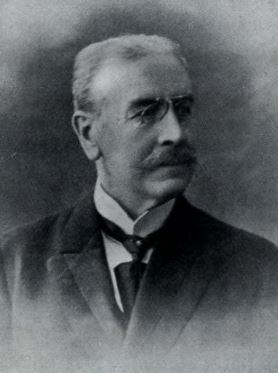
Otto Anderssen.

Otto Andreas Anderssen, född 1851 och död 1922, var en norsk skolman.
Andersen grundade i Kristiania 1880 Otto Anderssens skole, vilken senare utvidgades till fullständigt gymnasium; filosofie doktor i Kristiania 1907 och samma år kallad till professor vid det nyupprättade pedagogiska seminariet vid universitetet i Kristiania. Anderssen har gjort tungt vägande inlägg i pedagogiska ämnen i dagspress och facktidskrifter och varit ordförande i den norska ledningen för flera allmänna och privata nordiska skolmöten. Förutom läroböcker har han utgett Den nerske studentersangforrenings historie 1845-1895 (1895), De franske huguenotter 1559-1572 (1907), Henrik av Navarra og de franske huguenotter (1911), Billeder av dannelsearbeidets historie (4 band 1908-14), Realisme eller klassicisme (1921) med flera. 1921 utkom Festskrift tilegnet prof. O. A. paa 70-aarsdagen.